# Карл XVI Густаф
Негово Кралско Величество, Карл XVI Густаф е крал на Швеция от 16 септември 1973 г. насам. Той наследява шведския престол след смъртта на дядо си, крал Густав VI Адолф.

## Ранни години
Карл XVI Густаф е роден на 30 април 1946 г. в Двореца Хага в Солна, Швеция, като Карл Густаф Фолке Хубертус (на шведски: Carl Gustaf Folke Hubertus). Той е най-малкото дете и единствен син на принц Густав Адолф, херцог Вестърботън, и на принцеса Сибила Сакскобургготска. На 26 януари 1947 г. принцът загива в самолетна катастрофа край Копенхаген, Дания и така деветмесечният Карл Густаф се оказва втори в линията на наследяване на шведския престол след дядо си, тогава все още принц и престолонаследник. Когато крал Густав V, умира през 1950 г., дядото става крал Густав VI Адолф, а четиригодишният му внук Карл Густаф става престолонаследник.
Бъдещият шведски крал израства без да познава баща си, което оказва силно влияние върху характера му. Принц Карл Густаф научава истината за смъртта на баща си едва на седем години. Дотогава в шведския кралски двор смъртта на принц Густав Адолф не се обсъжда пред децата му, на чиито въпроси, според едно интервю на принцеса Бригита, сестра на Карл XVI Густаф, винаги се отговаряло с мълчание. Според принцеса Бригита за Карл XVI Густаф винаги е било трудно да преглътне мисълта, че няма никакви спомени за баща си, каквито са имали по-големите му сестри.
След като завършва гимназия, принц Карл Густаф преминава през две и половина години обучение в Кралските сухопътни, Кралските военноморски и Кралските военновъздушни сили на Швеция, като през 1968 г. получава офицерско звание и в трите подразделения на шведската армия, а до заемането на престола той е повишен в ранг капитан в сухопътните и военновъздушните сили и в ранг лейтенант във военноморските сили. Освен това Карл Густаф завършва история, социология, политически науки, данъчно право и икономика в университетите в Стокхолм и Упсала.
За да се подготви за ролята си на държавен глава на Швеция, принц Карл Густаф преминава обучение в двореца, в социални организации и институции, в синдикални организации и в обединения на работодателите. Освен това той се запознава отблизо с работата на парламента, правителството и външното министерство. Прекарва известно време като част от шведското представителство в ООН, както и в Шведската агенция за международно сътрудничество и развитие (SEDA); работи в лондонска банка, в посолството на Швеция в Лондон, в Шведската търговска камара във Франция, както и за Алфа Лавал във Франция.

## Крал на Швеция
Карл Густаф става крал на Швеция на 15 септември 1973 г. – деня, в който умира старият крал, Густав VI Адолф. Официално Карл XVI Густаф е прокламиран за крал на 19 септември в кралския дворец в Стокхолм. Той е последният крал, който носи дългия титул По Божия воля крал на шведи, готи и венди (на шведски: med Guds Nåde Sveriges, Götes och Wendes Konung; на латински: Dei Gratia Suecorum, Gothorum et Vandalorum Rex), която се е употребявала от 1544 г. Карл XVI Густаф къса с традицията и предпочита да използва по кратката титла Крал на Швеция (на шведски: Sveriges Konung)

## Семейство
На 19 юни 1976 г. крал Карл XVI Густаф се жени за Силвия Зомерлат, на половина бразилка, дъщеря на германски бизнесмен. Двамата се срещат за първи път през лятото на 1972 г. на Олимпийските игри в Мюнхен. Двамата имат три деца:
- Виктория, херцогиня на Вестергьотленд (р. 1977) – официално престолонаследница на Швеция от 1 юни 1980 г.
- Карл-Филип, херцог на Вермленд (р. 1978), престолоналедник на Швеция до 1 юни 1980 г.
- Маделин, херцогиня на Хелзингленд и Гестрикленд (р. 1982)

До 1 юни 1980 г. принц Карл-Филип е официален наследник на шведската корона. На същата дата обаче Швеция приема поправка в конституцията, според която кралският престол се наследява от първото дете на кралската двойка, като това не зависи от пола на детето (примогенитура). По този начин момичетата и момчетата получават еднакви права при унаследяването на шведския престол. Съгласно поравката от 1980 г. принц Карл-Филип отстъпва правото си върху престолонаследието на по-голямата си сестра Виктория.

## Задълженията на краля и неговите интереси
Съгласно Конституцията на Швеция кралят има представителни и церемониални функции: предвожда държавни делегации в чужбина и посреща чуждестранните делегации в Швеция; открива ежегодните сесии на Шведския Парламент; председателства специалния съвет, който се свиква при смяна на правителството; получава периодични доклади от Министерския съвет; Председателства периодичните събрания на Съвета по външните работи; приема акредитационните писма на чуждите посланици в Швеция и подписва тези на шведските посланици в чужбина; изпълнява длъжността на главнокомандуващ на Шведските въоръжени сили.
Всяка година Карл XVI Густаф връчва на специална церемония Нобеловите награди. Освен това той връчва и международните музикални награди Polar Music Prize. Кралят е доктор хонорис кауза на Шведския университет по селскостопански науки, Кралския институт на технологиите, Стокхолмското училище по икономика и на университета в Турку, Финландия.
На 25 август 1975 г., по време на държавно посещение във Великобритания, Карл XVI Густаф получава от кралица Елизабет II званието Почетен адмирал на Кралските Военноморски сили.
През 2000 г. е удостоен с орден „Стара планина“ с лента.>
Кралят е увлечен по околната среда, технологиите, земеделието, търговията и индустрията.
Като много членове на кралски семейства и Карл XVI Густаф е запален почитател на автомобилите. В личния си гараж той притежава няколко Porsche 911 – любимата марка на краля, както и модел Volvo PV444, Ferrari 456 MGT, автентична AC Cobra и много други коли. През лятото на 2005 кралят претърпява пътен инцидент, който е определен като „автомобилна катастрофа“, без сериозни щети. Въпреки това инцидентът предизвиква национален скандал.